# عکاسی از مجسمه
اکثراً عکاسی از مجسمه را با عکاسی معماری در یک گروه و ردیف قرار می‌دهند. در صورتی که چنین قرابتی وجود ندارد، زیرا اگر چه این دو موضوع در حقیقت همسایه یکدیگرند، اما تکنیک عکسبرداری از هر یک از آن‌ها به قدر کافی با دیگری اختلاف دارد. امکان تجزیه و تحلیل در عکاسی از مجسمه بسیار زیاد است و اغلب آن را به هنر پرتره می‌توان نزدیک‌تر دانست. عکاس در این مورد آزادی عمل قابل ملاحظه‌ای دارد و شخصیت او به خوبی می‌تواند تجلی کند.
انتخاب نور ملایم یا خشن، انتخاب زاویه تابش آن، انتخاب زاویه دید و بالاخره انتخاب کادر چه در موقع گرفتن عکس و چه در حین آگراندیسمان مسایلی هستند که هر یک بر حسب تکنیک شخصی عکاس می‌تواند حل و فصل شود.
انتخاب زاویه دید صرفاً از دیدگاه پرسپکتیو صحیح کافی نیست، بلکه برای بهتر نشان دادن مجسمه از حالت و وضع آن نیز باید یاری جست. کافی است دور مجسمه بچرخید تا ببینید برای قرار دادن دوربین چقدر نقاط زیادی وجود دارد. تصادفاً اغلب آنها نیز خوب و مناسب است. در این میان آنهایی ترجیح دارند که اصالت اثر را بر هم نزنند. بر حسب اینکه بخواهید سر تا پای مجسمه را بگیرید یا فقط نیمی از اندام آن را، تمام صورت یا جزئی از حالت صورت را، خواهید توانست تصاویر بسیار متعدد و مختلفی از یک مجسمه به دست آورید. یکی از شرایط مهم و اصلی موفقیت در عکاسی از مجسمه، نمایاندن جنس آن است، به نحوی که با یک نگاه، مرمر از سنگ و فلز از چوب تشخیص داده شود.